# Millares
Pour les articles homonymes, voir Millares (homonymie).
Millares, en castillan et officiellement (Millars en valencien), est une commune d'Espagne de la province de Valence dans la Communauté valencienne. Elle est située dans la comarque de la Canal de Navarrés et dans la zone à prédominance linguistique castillane.

## Géographie

Localisation de Millares
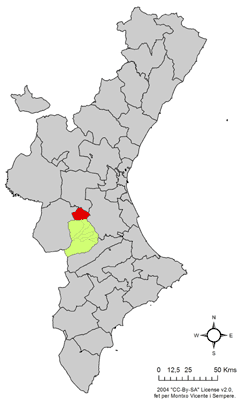
dans la Communauté valencienne.
dans la comarque de la Canal de Navarrés.

### Localités limitrophes
Le territoire communal de Millares est voisin de celui des communes suivantes :
Bicorp, Cortes de Pallás, Dos Aguas, Quesa et Tous, toutes situées dans la province de Valence.

## Démographie
| 1990 | 1992 | 1994 | 1996 | 1998 | 2000 | 2002 | 2004 | 2005 |
| ---- | ---- | ---- | ---- | ---- | ---- | ---- | ---- | ---- |
| 785  | 747  | 743  | 693  | 676  | 628  | 599  | 567  | 546  |

## Administration
Liste des maires, depuis les premières élections démocratiques.
| Législature | Nom du Maire                | Parti politique |
| ----------- | --------------------------- | --------------- |
| 1979-1983   |                             |                 |
| 1983-1987   |                             |                 |
| 1987-1991   |                             |                 |
| 1991-1995   |                             |                 |
| 1995-1999   |                             |                 |
| 1999-2003   | D.Jose Vicente Saez Lorente | PSOE            |
| 2003-2007   | Higinio Pérez Pla           | PP              |
| 2007-2011   |                             |                 |

### Sources
- (es) Cet article est partiellement ou en totalité issu de l’article de Wikipédia en espagnol intitulé « Millares » (voir la liste des auteurs).